# Đê Yên Phụ
Đê Yên Phụ là một đoạn đê nằm bên bờ sông Hồng, kéo dài từ ô Yên Phụ (đầu dốc đường Thanh Niên) đến phố Hàng Đậu hiện nay. Một phần trên đê được sử dụng làm đường Yên Phụ, dài 1472 mét, chạy qua các phố Cửa Bắc, Hàng Bún, Hàng Than, Hòa Nhai, Hàng Đậu (giáp bên cầu Long Biên).
Nguyên xưa đây là một đoạn đê cổ ven sông Hồng, chủ yếu nằm trên phần đất của phường Yên Hoa, một phường trong 36 phường của kinh thành Thăng Long đời Lê. Đến đời Nguyễn Thiệu Trị (1841), do phạm húy chữ Hoa của Thái hậu Hồ Thị Hoa nên phường Yên Hoa đổi là phường Yên Phụ. Chữ Phụ nghĩa là gò đất, vùng đất nổi còn có nghĩa thịnh vượng, đông đúc, giàu có. Yên Phụ địa danh biểu đạt niềm mơ ước của người dân khao khát có một cuộc sống yên bình, đông đúc, giàu có, thịnh vượng. Từ đó con đê này có tên là đê Yên Phụ. Sau khi Thực dân Pháp chiếm Hà Nội năm 1882 đã đặt tên Digue Yen Phu cho con đê Yên Phụ.